# غوستافو كارفاغال
غوستافو كارفاغال (بالإسبانية: Gustavo Carvajal)‏ هو لاعب كرة قدم كولومبي في مركز الوسط، ولد في 17 يونيو 2000 في Padilla, Cauca ‏ في كولومبيا. لعب مع أمريكا دي كالي.

## وصلات خارجية
- غوستافو كارفاغال على موقع قاعدة بيانات كرة القدم.إي يو (الإنجليزية)
- غوستافو كارفاغال على موقع Soccerway.com (الإنجليزية)